# Zornia latifolia
Zornia latifolia Sm.,  es una especie fanerógama perteneciente a la familia de las fabáceas.

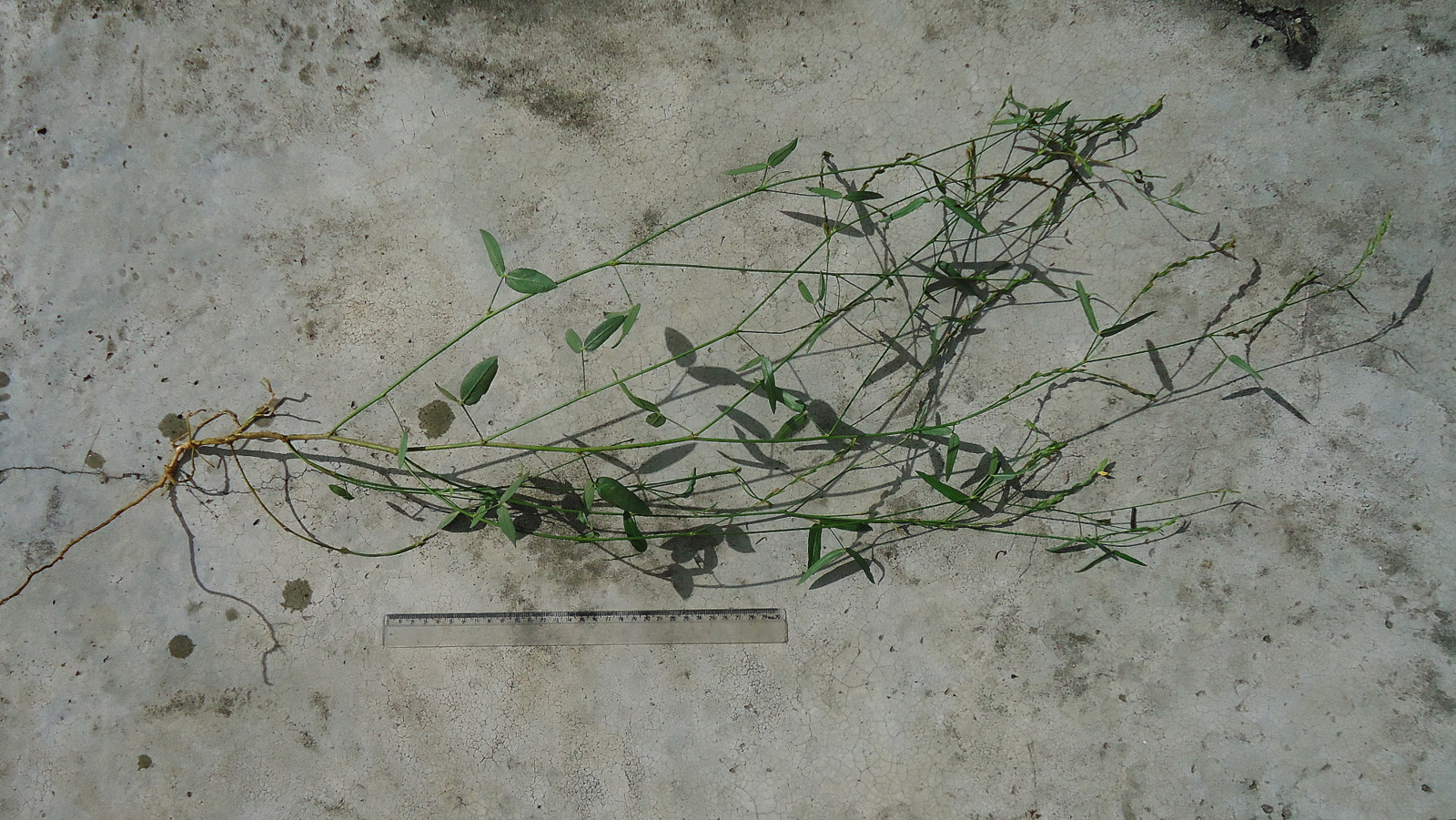
Vista de la planta

## Distribución
Es una especie nativa de la restinga de Brasil.

## Descripción
Es una hierba perenne con los tallos de 20 a 50 cm de largo, glabros o pubescentes, con un hábito de crecimiento postrado e intensa ramificación. 

## Propiedades
Se sabe que tienen efectos psicoactivos.

## Taxonomía
Zornia latifolia fue descrita por James Edward Smith y publicado en The Cyclopaedia; or, universal dictionary of arts, . . . 39: no. 4. 1819.
Sinonimia
- Zornia diphylla subsp. gracilis (DC.) Malme
- Zornia diphylla var. gracilis (DC.) Benth.
- Zornia diphylla var. pubescens (Kunth) Benth.
- Zornia gracilis DC.
- Zornia pubescens Kunth
- Zornia surinamensis Miq.[5]

### Google imágenes
- Google image search

- Datos: Q3846792
- Multimedia: Zornia latifolia / Q3846792
- Especies: Zornia latifolia